# لا ميركا
بلدية لا ميركا (بالإسبانية: La Merca) هي بلدية تقع في مقاطعة أورينسي التابعة لمنطقة غاليسيا شمال غرب إسبانيا.

## الديموغرافيا
بلغ عدد سكان بلدية لا ميركا 2.212 نسمة عام 2011 (وفقاً للمعهد الوطني للإحصاء الإسباني).
| 2.458 | 2.444 | 2.404 | 2.312 | 2.269 | 2.254 | 2.212 |